# Jhabua
Jhabua è una suddivisione dell'India, classificata come municipality, di 30.577 abitanti, capoluogo del distretto di Jhabua, nello stato federato del Madhya Pradesh. In base al numero di abitanti la città rientra nella classe III (da 20.000 a 49.999 persone).

## Geografia fisica
La città è situata a 22° 46' 0 N e 74° 35' 60 E e ha un'altitudine di 317 m s.l.m..

## Società

### Evoluzione demografica
Al censimento del 2001 la popolazione di Jhabua assommava a 30.577 persone, delle quali 15.960 maschi e 14.617 femmine. I bambini di età inferiore o uguale ai sei anni assommavano a 4.261, dei quali 2.218 maschi e 2.043 femmine. Infine, coloro che erano in grado di saper almeno leggere e scrivere erano 22.794, dei quali 12.763 maschi e 10.031 femmine.